# Miss Intercontinental 2019
Miss Intercontinental 2019 fue la cuadragésima octava (48.ª) edición del certamen Miss Intercontinental, correspondiente al año 2019; la cual se llevó a cabo el 20 de diciembre en Sharm el-Sheij, Egipto. Candidatas de 75 países y territorios autónomos compitieron por el título. Al final del evento, Karen Juanita Boyonas Gallman, Miss Intercontinental 2018 de Filipinas, coronó a Fanni Mikó, de Hungría, como su sucesora.

## Resultados
| Posiciones                 | Candidata |
| -------------------------- | --- |
| Miss Intercontinental 2019 | - Hungría - Fanni Mikó |
| Primera Finalista          | - Estados Unidos - Mónica Aguilar Medina |
| Segunda Finalista          | - Tailandia - Naruemon Kampan |
| Tercera Finalista          | - Sudáfrica - Dane Venter |
| Cuarta Finalista           | - Perú - Tiffany Yoko Chong Campos |
| Top 20                     | - Australia - Hannah Swart - Colombia - Betania Rojas Rincón - Costa Rica - Devy González Jaén - Corea del Sur - Gabi Cho - Egipto - Menna Allah Ahmed Mohamed Ahmed Abaza - España - Vanesa Gutiérrez Fernández - Filipinas - Emma Mary Tiglao - Inglaterra - Georgia Nickerson - Japón - Yu Harada - Mauricio - Vishakha Tania René - Países Bajos - Shafali Bechoe - República Checa - Miroslava Pikolová - República Dominicana - Celinee Santos Frías - Rumania - Anna Michela Ciornea - Venezuela - Brenda Suárez Villamizar |

### Reinas Continentales
| Continente     | Candidata                                |
| -------------- | ---------------------------------------- |
| África         | - Sudáfrica - Dane Venter                |
| Asia y Oceanía | - Tailandia - Naruemon Khampan           |
| Europa         | - Hungría - Fanni Mikó                   |
| Norteamérica   | - Estados Unidos - Mónica Aguilar Medina |
| Sudamérica     | - Perú - Tiffany Yoko Chong Campos       |

## Premiaciones
| Premio                 | Candidata |
| ---------------------- | --- |
| Miss Simpatía          | - Egipto - Menna Allah Ahmed Mohamed Ahmed Abaza                                                                               |
| Miss Fotogénica        | - Uzbekistán - Nigina Fakhriddinova                                                                                            |
| Mejor Traje Nacional   | - Guatemala - Hilary Dhianette Castillo Cumings                                                                                |
| Mejor en Traje de Baño | - Tayikistán - Safina Gaibova                                                                                                  |
| Mejor en Traje de Gala | - España - Vanesa Gutiérrez Fernández                                                                                          |
| Mejor Cuerpo           | - Costa Rica - Devy González Jaén                                                                                              |
| Proyecto Social        | - República Democrática del Congo - Carmel Mbuyamba - Uzbekistán - Nigina Fakhriddinova - Venezuela - Brenda Suárez Villamizar |
| Miss Sunrise Resort    | - Colombia - Betania Rojas Rincón                                                                                              |
| Direct Pass            | - Sudáfrica - Dane Venter |
| Diamond Palace         | - Tayikistán - Safina Gaibova                                                                                                  |
| Voto Popular           | - Filipinas - Emma Mary Tiglao                                                                                                 |
| Best Costume Designer  | - Perú - Tiffany Yoko Chong Campos                                                                                             |
| Best Body Beautiful    | - Estados Unidos - Mónica Aguilar Medina                                                                                       |
| Media Favorite         | - Eslovenia - Yuliana Soboleva                                                                                                 |
| Miss Playa Calatagan   | - Myanmar - Htet Thiri Zaw |

## Candidatas
75 candidatas compitieron por el título:
(En la tabla se utiliza su nombre completo, los sobrenombres van entrecomillados y los apellidos utilizados como nombre artístico, entre paréntesis; fuera de ella se utilizan sus nombres «artísticos» o simplificados).
| País/Territorio                 | Candidata                             | Edad | Residencia            |
| ------------------------------- | ------------------------------------- | ---- | --------------------- |
| Alemania                        | Philline Dubiel-Hahn                  | 19   | Magdeburgo            |
| Antigua y Barbuda               | Shannakisha Francis                   | 22   | Saint John            |
| Argelia                         | Manel Ait Amer                        | 20   | Argel                 |
| Armenia                         | Milena Tevatrosyan                    | 18   | Ereván                |
| Australia                       | Hannah Swart                          | 22   | Mindarie              |
| Azerbaiyán                      | Sahar Akber                           | 26   | Bakú                  |
| Bélgica                         | Helena Degroote                       | 19   | Zwevezele             |
| Bielorrusia                     | Karyna Mihailovich Kisialiova         | 22   | Minsk                 |
| Brasil                          | Valéria Christie Xavier dos Santos    | 24   | Breves                |
| Bulgaria                        | Gabriela Vasileva                     | 24   | Sofía                 |
| Camerún                         | Sophia Perle                          | 22   | Yaundé                |
| Canadá                          | Courtney Mandock                      | 26   | Winnipeg              |
| Colombia                        | Betania Rojas Rincón                  | 25   | Cúcuta                |
| Corea del Sur                   | Gabi Cho                              | 25   | Seúl                  |
| Costa Rica                      | Devy González Jaén                    | 25   | San José              |
| Ecuador                         | Camila Dayana Valencia Andrade        | 22   | Santo Domingo         |
| Egipto                          | Menna Allah Ahmed Mohamed Ahmed Abaza | 26   | El Cairo              |
| El Salvador                     | Metzi Gabriela Solano Jiménez         | 28   | Santa Ana             |
| Escocia                         | Catriona Nunan Davidson               | 18   | West Lothian          |
| Eslovenia                       | Yuliana Soboleva                      | 22   | Liubliana             |
| España                          | Vanesa Gutiérrez Fernández            | 23   | Nestares              |
| Estados Unidos                  | Mónica Aguilar Medina                 | 20   | Parkland              |
| Etiopía                         | Rebka Fikre Tesfaye                   | 22   | Adís Abeba            |
| Filipinas                       | Emma Mary Tiglao                      | 24   | Mabalácat             |
| Finlandia                       | Diana Makasyuk                        | 19   | Vaasa                 |
| Gales                           | Molly-Marie Buckley                   | 24   | Londres               |
| Georgia                         | Nino Rostiashvili                     | 22   | Tiflis                |
| Ghana                           | Dahamani Tung Teiya Ayisha            | 24   | Tamale                |
| Guadalupe                       | Jessica Pierre                        | 19   | Basse-Terre           |
| Guatemala                       | Hilary Dhianette Castillo Cumings     | 28   | Ciudad de Guatemala   |
| Haití                           | Merlie Jane Fleurizard                | 28   | Puerto Príncipe       |
| Hong Kong                       | Lok Yick-Yu                           | 25   | Sheung Wan            |
| Hungría                         | Fanni Mikó                            | 22   | Budapest              |
| India                           | Sonal Dubey                           | 24   | Raipur                |
| Indonesia                       | Hillary Tasya Medina                  | 18   | Yakarta               |
| Inglaterra                      | Georgia Nickerson                     | 22   | Newark-on-Trent       |
| Irán                            | Sufiya Iram Siddiqui                  | 25   | Teherán               |
| Italia                          | Stephanie Bellarte                    | 18   | Bereguardo            |
| Japón                           | Yu Harada                             | 22   | Tokio                 |
| Kazajistán                      | Laura Mukhtar                         | 23   | Almatý                |
| Kenia                           | Maureen Wangare                       | 25   | Mombasa               |
| Lituania                        | Alina Matsiushkova                    | 25   | Minsk                 |
| Macedonia del Norte             | Angela Anchevska                      | 21   | Skopie                |
| Malasia                         | Haaraneei Muthu Kumar                 | 22   | Shah Alam             |
| Mauricio                        | Vishakha Tania René                   | 22   | Quatre Bornes         |
| México                          | Sofía Miñarro Pedraza                 | 20   | Santiago de Querétaro |
| Moldavia                        | Veronika Maksymova                    | 22   | Chisináu              |
| Myanmar                         | Htet Thiri Zaw                        | 19   | Mandalay              |
| Noruega                         | Zenita Bjarneby                       | 27   | Laholm                |
| Nueva Zelanda                   | Jasmine Huang                         | 16   | Auckland              |
| Países Bajos                    | Shafali Bechoe                        | 21   | Dordrecht             |
| Panamá                          | Jennifer Castillo Pérez               | 23   | Lajamina              |
| Paraguay                        | Sol María Violeta Pavón Rolón         | 26   | Asunción              |
| Perú                            | Tiffany Yoko Chong Campos             | 23   | Pucallpa              |
| Polonia                         | Martyna Górak                         | 24   | Kiedrzyn              |
| Portugal                        | Ivanna Rohashko                       | 23   | Vila Real             |
| Puerto Rico                     | Daileen Marie Vega Colón              | 26   | San Juan              |
| República Checa                 | Miroslava Pikolová                    | 25   | Praga                 |
| República Democrática del Congo | Carmel Mbuyamba                       |      | Kinsasa               |
| República Dominicana            | Celinee Ágata Santos Frías            | 19   | Santo Domingo         |
| República Eslovaca              | Monika Kužmová                        | 27   | Čadca                 |
| Rumania                         | Anna Michela Ciornea                  | 23   | Bucarest              |
| Rusia                           | Marina Kharitonova                    | 22   | Yalta                 |
| Serbia                          | Ivana Bogdanovski                     | 18   | Pančevo               |
| Sri Lanka                       | Twinkle Madhuri                       | 24   | Colombo               |
| Sudáfrica                       | Dane Venter                           | 23   | Pretoria              |
| Suecia                          | Fredrika Hall                         | 27   | Kungsbacka            |
| Tailandia                       | Naruemon Khampan                      | 21   | Chiang Mai            |
| Tayikistán                      | Safina Gaibova                        | 19   | Dusambé               |
| Túnez                           | Sarra Brahmi                          | 26   | Susa                  |
| Turquía                         | Cennet Aydin                          | 25   | Estambul              |
| Ucrania                         | Daryna Sliesarieva                    | 20   | Kiev                  |
| Uzbekistán                      | Nigina Fakhriddinova                  | 20   | Navoi                 |
| Venezuela                       | Brenda Suárez Villamizar              | 21   | Barquisimeto          |
| Vietnam                         | Nguyễn Thị Thúy An                    | 22   | Kiên Giang            |

### Candidatas retiradas
- Andorra - Sara Robles Cervera
- Cuba - Yeniffer Pileta Marín
- Honduras - Abisag Sunamita Aguilar Ramírez
- Mónaco - Olesya Logan
- Reunión - Laurence Nayagom
- Zimbabue - Nelia Marisa

### Candidatas reemplazadas
- Guadalupe - Edosy Grego fue reemplazada por Jessica Pierre.

## Datos acerca de las delegadas
Algunas de las delegadas del Miss Intercontinental 2019 han participado, o participarán, en otros certámenes internacionales de importancia:
- Milena Tevatrosyan (Armenia) participó sin éxito en Miss Turismo Internacional 2019.
- Karyna Mihailovich Kisialiova (Bielorrusia) fue primera finalista en Miss Mesoamérica Internacional 2018, participó sin éxito en Miss Asia Pacífico Internacional 2017, Miss Continentes Unidos 2018, Miss Planeta Internacional 2019, Miss Grand Internacional 2019, Miss Aura Internacional 2020, Miss Internacional 2022, Miss Tierra 2023 y Miss Eco Internacional 2024 y octava finalista en Miss Multiverse 2020.
- Metzi Gabriela Solano Jiménez (El Salvador) participó sin éxito en Miss Supranacional 2013 y Miss Mundo 2018.
- Mónica Aguilar Medina (Estados Unidos) participó sin éxito en Miss Tierra 2018 y Miss Supranacional 2023, en estos certámenes representando a Cuba.
- Nino Rostiashvili (Georgia) participó sin éxito en Miss Princess of the World 2017.
- Hilary Dhianette Castillo Cummings (Guatemala) participó sin éxito en Miss Costa Maya Internacional 2018.
- Merlie Jane Fleurizard (Haití) fue finalista en Miss Panamerican Internacional 2018 y participó sin éxito en World Miss University 2018, The Miss Globe 2020 y Miss Supranacional 2023.
- Lok Yick-Yu (Hong Kong) participó sin éxito en Miss Planeta Internacional 2023 representando a China.
- Georgia Nickerson (Inglaterra) fue semifinalista en Top Model of the World 2018.
- Sufiya Iram Siddiqui (Irán) fue cuarta finalista en Miss Lumiere International World 2018 y participó sin éxito en Top Model of the World 2018, representando en ambos a India, y Miss Asia Awards 2019.
- Yu Harada (Japón) fue primera finalista en el Reinado Internacional del Café 2019.
- Laura Mukhtar (Kazajistán) fue primera finalista en Miss Queen Europe 2019 y semifinalista en Miss Aura Internacional 2021 y The Miss Globe 2021.
- Alina Matsiushkova (Lituania) participó sin éxito en Miss Supermodel Worldwide 2019 y sexta finalista en Miss Multiverse 2022, en estos certámenes representando a Bielorrusia.
- Angela Anchevska (Macedonia del Norte) fue primera finalista en Miss Freedom of the World 2018, cuartofinalista en Miss Model of the World 2018 y participó sin éxito en Miss Aura Internacional 2019 y Miss Onelife 2019.
- Vishakha Tania René (Mauricio) fue primera finalista en Top Model of the World 2019 y participó sin éxito en Miss Grand Internacional 2020.
- Zenita Bjarneby (Noruega) participó sin éxito en Top Model of the World 2019 representando a Escandinavia.
- Jasmine Huang (Nueva Zelanda) fue tercera finalista en World Miss University 2022.
- Martyna Górak (Polonia) fue semifinalista en Miss Global Beauty Queen 2015.
- Ivanna Rohashko (Portugal) fue cuartofinalista en Miss Tierra 2020.
- Miroslava Pikolová (República Checa) participó sin éxito en Miss Princess of the World 2017 y semifinalista en Top Model of the World 2019.
- Celinee Santos Frías (República Dominicana) fue Virreina Mundial del Banano en Reina Mundial del Banano 2019 cuarta finalista en Miss Internacional 2022 y cuartofinalista en Miss Universo 2024.
- Monika Kužmová (República Eslovaca) participó sin éxito en World Miss University 2016 y Miss Polo Internacional 2018, en este último representando a Dinamarca.
- Anna Michela Ciornea (Rumania) fue semifinalista en Miss Supranacional 2021.
- Marina Kharitonova (Rusia) fue semifinalista en Miss Supermodel Worldwide 2019.
- Fredrika Hall (Suecia) fue semifinalista en Top Model of the World 2019.
- Sarra Brahmi (Túnez) participó sin éxito en Miss Internacional 2019.
- Nigina Fakhriddinova (Uzbekistán) participó sin éxito en Miss Internacional 2022.

## Sobre los países en Miss Intercontinental 2019

### Naciones debutantes
| - Eslovenia - Tayikistán | - Túnez - Uzbekistán |

### Naciones que regresan a la competencia
Compitió por última vez en 2004:
- Hong Kong

Compitieron por última vez en 2008:
- Haití
- República Democrática del Congo

Compitió por última vez en 2012:
- Noruega

Compitió por última vez en 2015:
- Azerbaiyán

Compitieron por última vez en 2016:
- Camerún
- El Salvador
- España

Compitieron por última vez en 2017:
- Argelia
- Bélgica
- Guadalupe
- Serbia

### Naciones ausentes
Albania,  Argentina,  Bahamas,  Bosnia y Herzegovina,  Chile,  China,  Crimea,  Cuba,  Estonia,  Francia,  Grecia,  Guinea,  Jamaica,  Kosovo,  Laos,  Líbano,  Maldivas,  Malta,  Mónaco,  Mongolia,  Montenegro,  Namibia,  Nigeria y  Seychelles no enviaron una candidata este año.